# Глюкозепан
Глюкозепан (англ. Glucosepane) — результат ковалентного поперечного сшивания лизина и аргинина производной от молекулы D-глюкозы, конечный продукт гликирования. Образует как внутримолекулярные, так и межмолекулярные необратимые сшивки коллагена во внеклеточном матриксе, а также кристаллина в хрусталике глаза, нарушая функционирование тканей. Глюкозепан встречается в тканях человека чаще, чем любой другой сшивающий конечный продукт гликирования, а его количество увеличивается с возрастом.
Был обнаружен Маркусом Ледерером и его коллегами в 1999 году в результате реакции N-бок-L-лизина, N-бок-L-аргинина и D-глюкозы, проходившей 8 недель при температуре 37 градусов.

## Процесс образования
Глюкозепан образуется анаэробно в результате реакции Майяра. Взаимодействие лизина с D-глюкозой приводит к образованию нестабильного имина, известного как основания Шиффа, который затем реструктуризуется в более стабильный продукт Амадори. Далее продукт Амадори медленно преобразуется в глюкозепан через образование промежуточного α-дикарбонильного соединения.
Первоначально исследователи предполагали, что в α-дикарбонильном промежуточном соединении карбонилы расположены в локантах C-2 и C-3 молекулы D-глюкозы. Однако, пометив карбонил углерода в локанте C-1 изотопом 13С, исследователи обнаружили, что образованный α-дикарбонил содержал карбонилы, располагавшиеся в локантах C-5 и C-6 исходной молекулы D-глюкозы. Лучшее предположение состояло в том, что α-дикарбонил — N(6)-(2,3-дигидрокси-5,6-диоксогексил)-L-лизинат — образуется из продукта Амадори через сдвиг карбонильных групп вниз по всему основному сахаросодержащему веществу через кето-енольную таутомерию с последующим удалением гидроксила в локанте C-4. Подтверждением предположения было исследование, в котором все атомы водорода в воде растворителя были заменены на атомы дейтерия. В результате после реакции все HC-OH оказались преобразованными в DC-OH, что свидетельствовало в пользу кето-енольной таутомерии.

## Содержание в тканях
Наиболее активно у человека глюкозепан образуется во внеклеточном матриксе, достигая 2000 пмоль/мг к 100 годам. В хрусталике глаза интенсивность образования меньше — 400 пмоль/мг к 100 годам. У больного диабетом содержание глюкозепана в тканях может быть до 2-х раз выше, чем у здорового человека.
| Ткань                       | Субъект  | Возраст субъекта             | Уровень глюкозепана |
| --------------------------- | -------- | ---------------------------- | ------------------- |
| Коллаген кожи               | Человек  | 100 лет                      | до 2000 пмоль/мг    |
| Коллаген кожи               | Человек  | 30—40 лет                    | 1500 пмоль/мг       |
| Коллаген кожи               | Землекоп | 10 лет                       | 250 пмоль/мг        |
| Коллаген сухожилий          | Крыса    | 12 месяцев                   | 100 пмоль/мг        |
| Кристаллин хрусталика глаза | Человек  | 100 лет                      | до 400 пмоль/мг     |
| Коллаген почек              | Человек  | Не увеличивается с возрастом | 250 пмоль/мг        |
| Сыворотка крови             | Человек  |                              | 12—20 пмоль/мг      |